# Charanyca trigrammica
Charanyca trigrammica là một loài bướm đêm trong họ Noctuidae.

## Hình ảnh

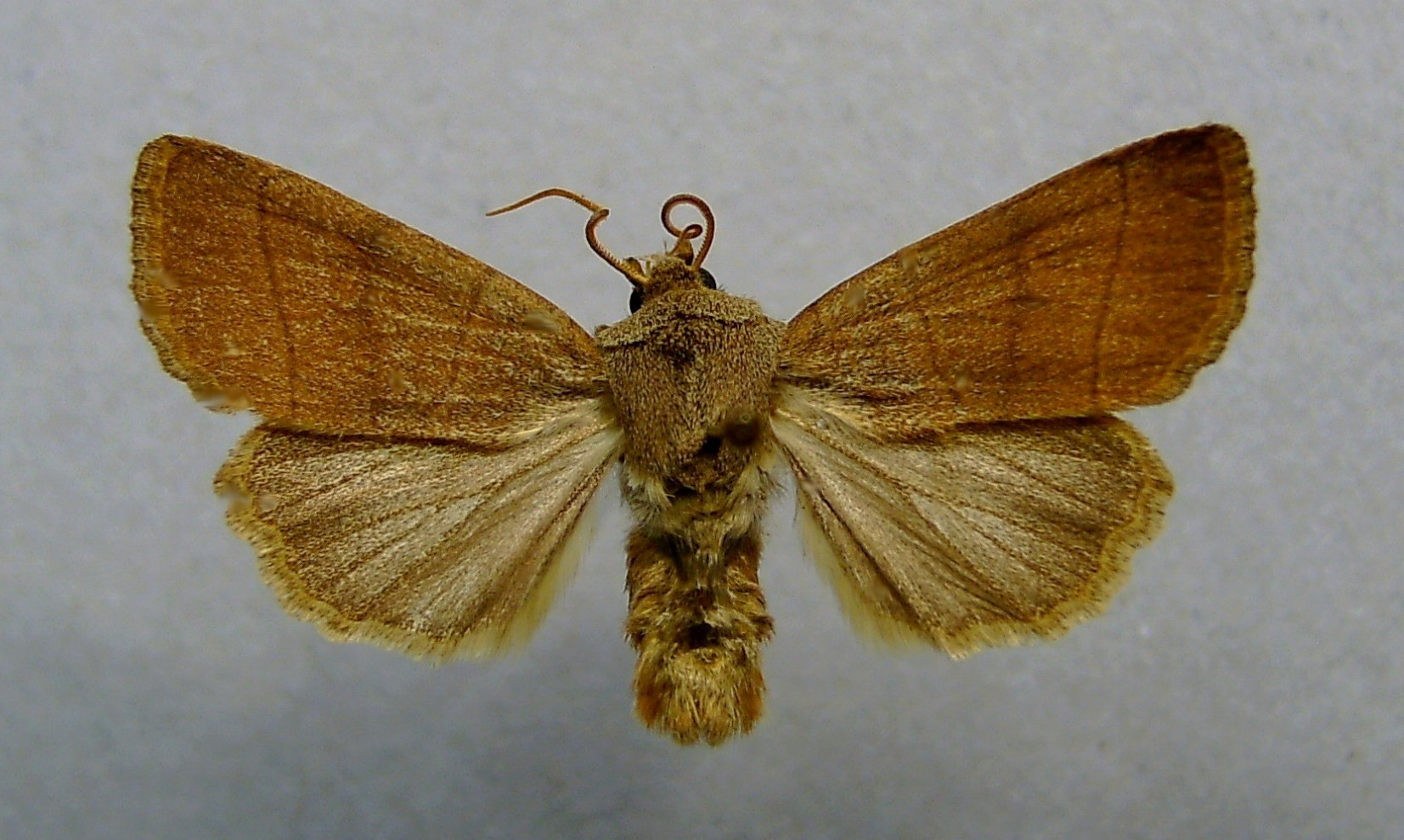
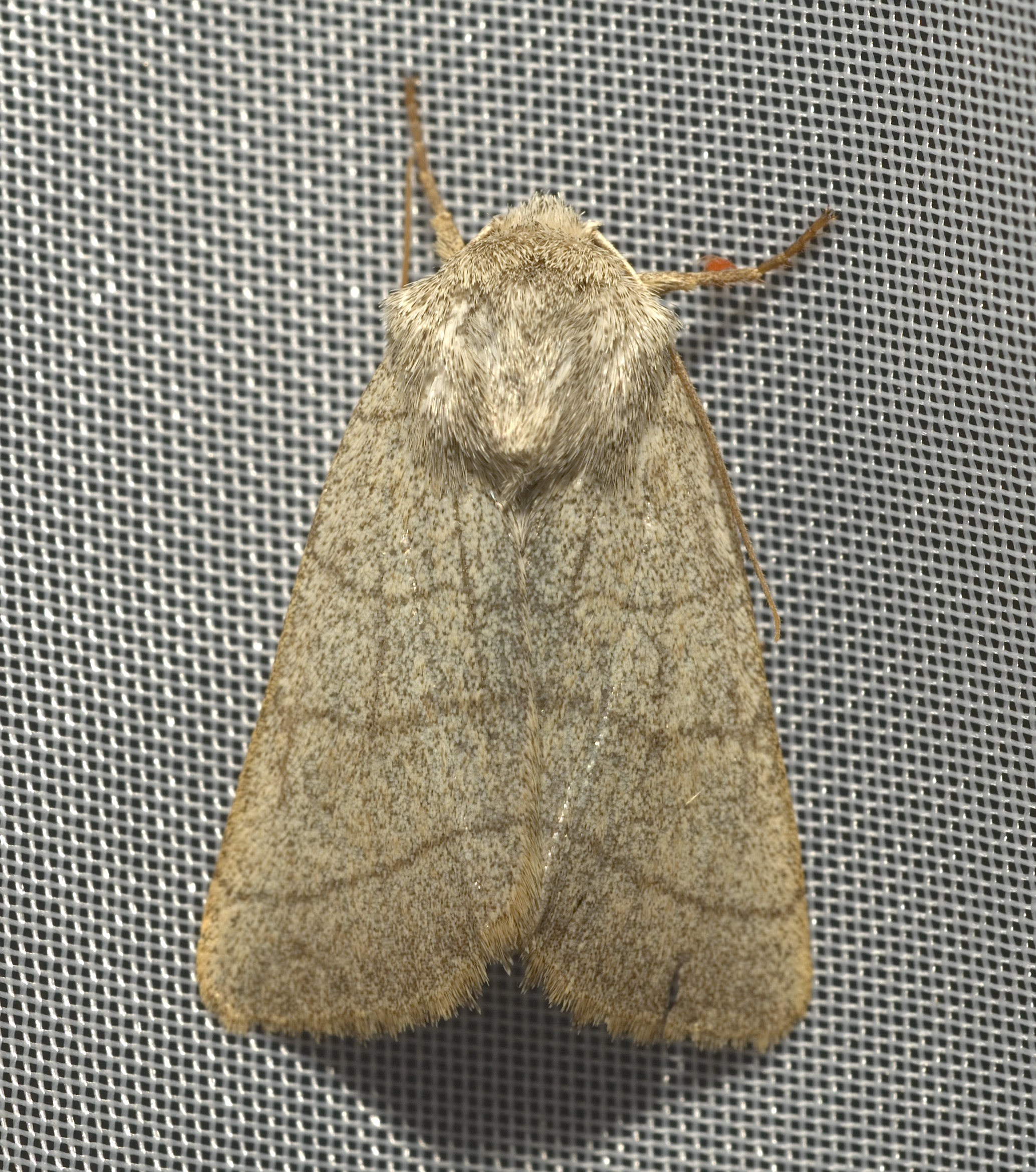
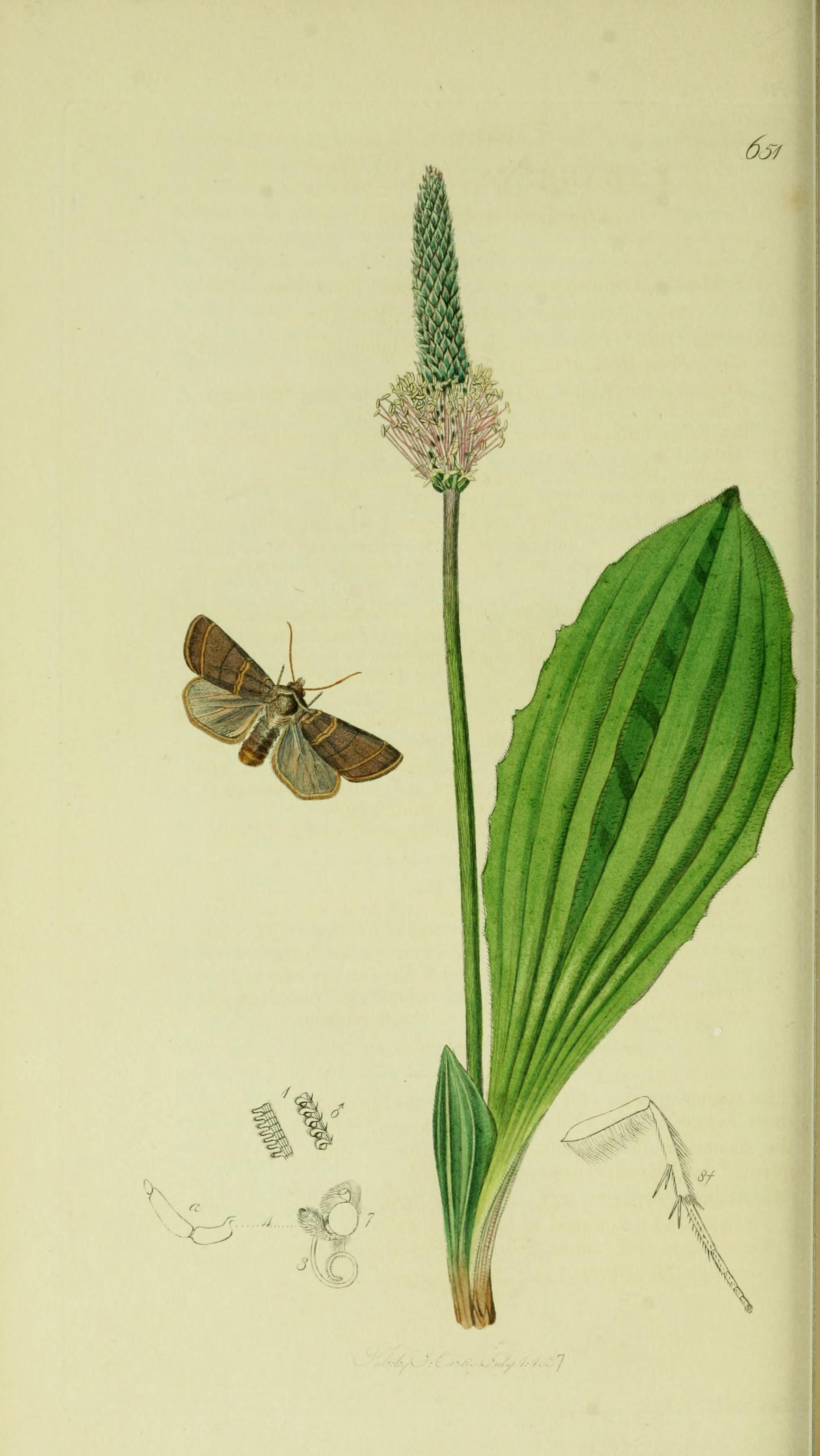
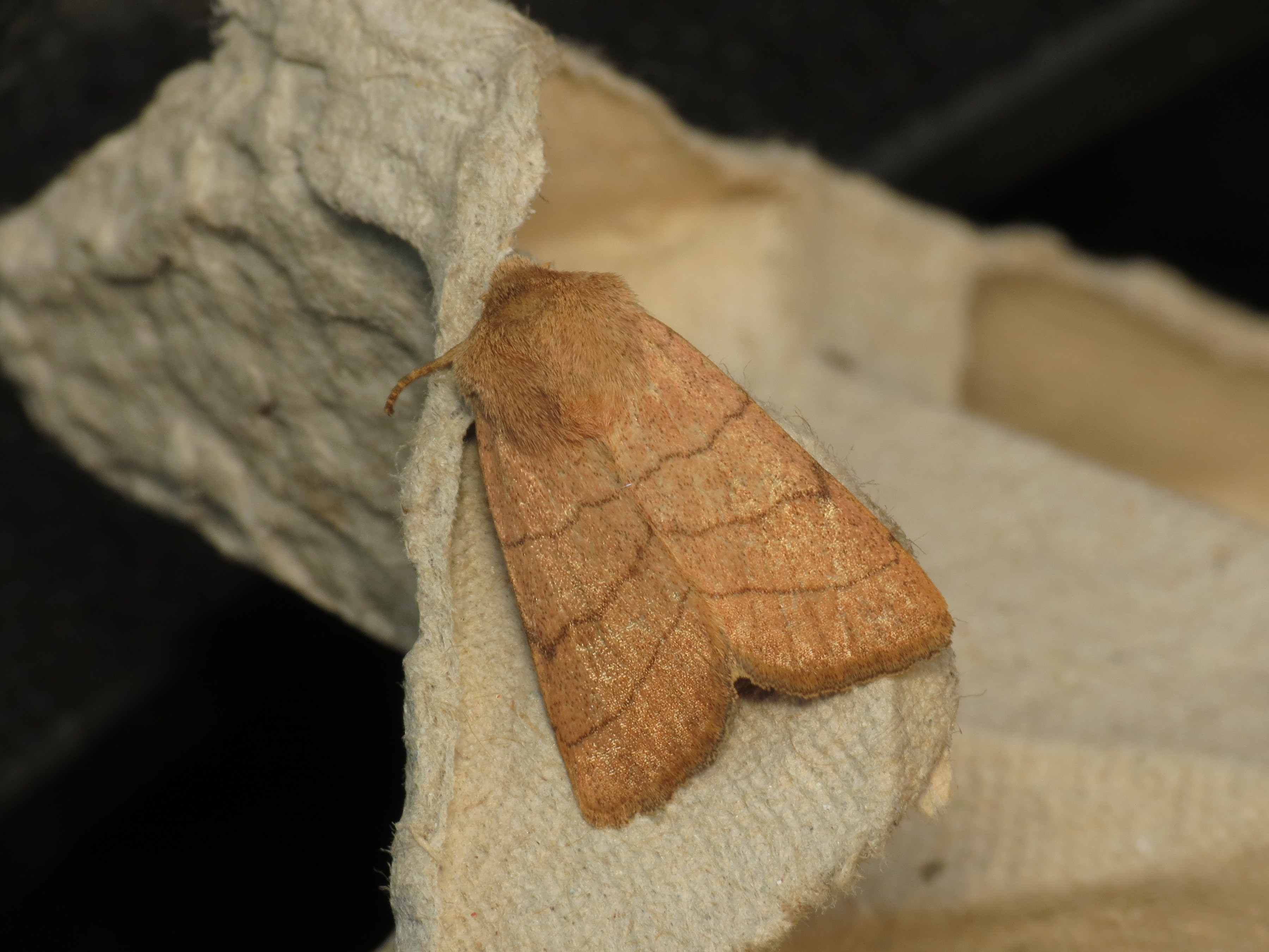